# Sergio Casal
Sergio Casal (Barcelona, 8 september 1962) is een voormalige tennisser uit Spanje. Hij was professional van 1981 tot 1995.

## Loopbaan
Casal won in zijn carrière één ATP-toernooi in het enkelspel. In het herendubbelspel behaalde Casal zevenenveertig toernooizeges, waarvan vierenveertig keer met Emilio Sánchez als zijn partner.
Op de Olympische Zomerspelen van 1988 in Seoel verloor Casal met Emilio Sánchez in de dubbelspelfinale van het Amerikaanse duo Ken Flach en Robert Seguso.
Met Raffaella Reggi won Casal het gemengd dubbelspel op het US Open in 1986.

## Palmares
| Legenda                       | Legenda               |
| ----------------------------- | --------------------- |
| Grand Slam                    |                       |
| Olympische Spelen             |                       |
| tot 2009                      | vanaf 2009            |
| Tennis Masters Cup            | ATP Finals            |
| ATP Masters Series            | ATP Tour Masters 1000 |
| ATP International Series Gold | ATP Tour 500          |
| ATP International Series      | ATP Tour 250          |

#### Enkelspel
| Nr.                  | Datum            | Toernooi           | Ondergrond | Tegenstander in finale | Score         |         |
| -------------------- | ---------------- | ------------------ | ---------- | ---------------------- | ------------- | ------- |
| gewonnen finales     |                  |                    |            |                        |               |         |
| 1.                   | 26 mei 1985      | ATP Florence       | Gravel     | Jimmy Arias            | 3-6, 6-3, 6-2 | details |
| verloren finales     |                  |                    |            |                        |               |         |
| 1.                   | 15 mei 1983      | GP Aix-en-Provence | Gravel     | Mats Wilander          | 3–6, 2–6      | details |
| 2.                   | 2 november 1986  | ATP Parijs         | Gravel     | Boris Becker           | 4–6, 3–6, 6-7 | details |
| gewonnen challengers |                  |                    |            |                        |               |         |
| 1.                   | 16 augustus 1982 | Tarragona          | Gravel     | Jairo Velasco Jr       | 5-7, 6-2, 6-4 |         |

### Dubbelspel
| Nr.                               | Datum             | Toernooi                             | Ondergrond    | Partner           | Tegenstanders in finale                  | Score                   |         |
| --------------------------------- | ----------------- | ------------------------------------ | ------------- | ----------------- | ---------------------------------------- | ----------------------- | ------- |
| gewonnen finales mannendubbelspel |                   |                                      |               |                   |                                          |                         |         |
| 1.                                | 11 augustus 1985  | ATP Kitzbühel                        | Gravel        | Emilio Sánchez    | Paolo Canè Claudio Panatta               | 6–3, 3–6, 6–2           | details |
| 2.                                | 22 september 1985 | ATP Genève                           | Gravel        | Emilio Sánchez    | Carlos Kirmayr Cássio Motta              | 6–4, 4–6, 7–5           | details |
| 3.                                | 29 september 1985 | ATP Barcelona                        | Gravel        | Emilio Sánchez    | Jan Gunnarsson Michael Mortensen         | 6–3, 6–3                | details |
| 4.                                | 11 mei 1986       | ATP München                          | Gravel        | Emilio Sánchez    | Broderick Dyke Wally Masur               | 6–3, 4–6, 6–3           | details |
| 5.                                | 25 mei 1986       | ATP Florence                         | Gravel        | Emilio Sánchez    | Mike De Palmer Gary Donnelly             | 6–4, 7–6                | details |
| 6.                                | 13 juli 1986      | ATP Gstaad                           | Gravel        | Emilio Sánchez    | Stefan Edberg Joakim Nyström             | 6–3, 3–6, 6–3           | details |
| 7.                                | 27 juli 1986      | ATP Båstad                           | Gravel        | Emilio Sánchez    | Craig Campbell Joey Rive                 | 6–4, 6–2                | details |
| 8.                                | 21 september 1986 | ATP Hamburg                          | Gravel        | Emilio Sánchez    | Boris Becker Eric Jelen                  | 6–4, 6–1                | details |
| 9.                                | 8 februari 1987   | ATP Philadelphia                     | Gravel        | Emilio Sánchez    | Christo Steyn Danie Visser               | 3–6, 6–1, 7–6           | details |
| 10.                               | 19 april 1987     | ATP Nice                             | Gravel        | Emilio Sánchez    | Claudio Mezzadri Gianni Ocleppo          | 6–3, 6–3                | details |
| 11.                               | 14 juni 1987      | ATP Bologna                          | Gravel        | Emilio Sánchez    | Claudio Panatta Blaine Willenborg        | 6–3, 6–2                | details |
| 12.                               | 19 juni 1987      | ATP Bordeaux                         | Gravel        | Emilio Sánchez    | Darren Cahill Mark Woodforde             | 6–3, 6–3                | details |
| 13.                               | 9 augustus 1987   | ATP Kitzbühel                        | Gravel        | Emilio Sánchez    | Miloslav Mečíř Tomáš Šmíd                | 7–6, 7–6                | details |
| 14.                               | 22 november 1987  | ATP Buenos Aires                     | Gravel        | Tomás Carbonell   | Jay Berger Horacio de la Peña            | walk-over               | details |
| 15.                               | 29 november 1987  | ATP Itaparica                        | Hardcourt     | Emilio Sánchez    | Jorge Lozano Diego Pérez                 | 6–2, 6–2                | details |
| 16.                               | 17 april 1988     | ATP Madrid                           | Gravel        | Emilio Sánchez    | Jason Stoltenberg Todd Woodbridge        | 6–7, 7–6, 6–4           | details |
| 17.                               | 24 april 1988     | ATP Monte Carlo                      | Gravel        | Emilio Sánchez    | Henri Leconte Ivan Lendl                 | 6–1, 6–3                | details |
| 18.                               | 17 juli 1988      | ATP Stuttgart Outdoor                | Gravel        | Emilio Sánchez    | Anders Järryd Michael Mortensen          | 4–6, 6–3, 6–4           | details |
| 19.                               | 31 juli 1988      | ATP Hilversum                        | Gravel        | Emilio Sánchez    | Magnus Gustafsson Guillermo Pérez Roldán | 7–6, 6–3                | details |
| 20.                               | 7 augustus 1988   | ATP Kitzbühel                        | Gravel        | Emilio Sánchez    | Joakim Nyström Claudio Panatta           | 6–4, 7–5                | details |
| 21.                               | 10 september 1988 | US Open                              | Hardcourt     | Emilio Sánchez    | Rick Leach Jim Pugh                      | walk-over               | details |
| 22.                               | 18 september 1988 | ATP Barcelona                        | Gravel        | Emilio Sánchez    | Claudio Mezzadri Diego Pérez             | 6–4, 6–3                | details |
| 23.                               | 27 november 1988  | ATP Itaparica                        | Hardcourt     | Emilio Sánchez    | Jorge Lozano Todd Witsken                | 7–6, 7–6                | details |
| 24.                               | 18 juni 1989      | ATP Bologna                          | Gravel        | Javier Sánchez    | Tomas Nydahl Jorgen Windahl              | 6–2, 6–3                | details |
| 25.                               | 8 april 1990      | ATP Estoril                          | Gravel        | Emilio Sánchez    | Omar Camporese Paolo Canè                | 7–5, 4–6, 7–5           | details |
| 26.                               | 20 mei 1990       | ATP Rome                             | Gravel        | Emilio Sánchez    | Jim Courier Martin Davis                 | 7–6, 7–5                | details |
| 27.                               | 9 juni 1990       | Roland Garros                        | Gravel        | Emilio Sánchez    | Goran Ivanišević Petr Korda              | 7–5, 6–3                | details |
| 28.                               | 15 juli 1990      | ATP Gstaad                           | Gravel        | Emilio Sánchez    | Omar Camporese Javier Sánchez            | 6–3, 3–6, 7–5           | details |
| 29.                               | 29 juli 1990      | ATP Hilversum                        | Gravel        | Emilio Sánchez    | Paul Haarhuis Mark Koevermans            | 7–5, 7–5                | details |
| 30.                               | 30 september 1990 | ATP Palermo                          | Gravel        | Emilio Sánchez    | Carlos Costa Horacio de la Peña          | 6–3, 6–4                | details |
| 31.                               | 7 oktober 1990    | ATP Athene                           | Gravel        | Javier Sánchez    | Tom Kempers Richard Krajicek             | 6-4, 6-3                | details |
| 32.                               | 13 januari 1991   | ATP Auckland                         | Hardcourt     | Emilio Sánchez    | Grant Connell Glenn Michibata            | 4–6, 6–3, 6–4           | details |
| 33.                               | 24 februari 1991  | ATP Stuttgart Indoor                 | Tapijt (i)    | Emilio Sánchez    | Jeremy Bates Nick Brown                  | 6–3, 7–5                | details |
| 34.                               | 12 mei 1991       | ATP Hamburg                          | Gravel        | Emilio Sánchez    | Cássio Motta Danie Visser                | 4–6, 6–3, 6–2           | details |
| 35.                               | 3 november 1991   | ATP Búzios                           | Hardcourt     | Emilio Sánchez    | Javier Frana Leonardo Lavalle            | 4–6, 6–3, 6–4           | details |
| 36.                               | 12 januari 1992   | ATP Sydney                           | Hardcourt     | Emilio Sánchez    | Scott Davis Kelly Jones                  | 3–6, 6–1, 6–4           | details |
| 37.                               | 10 mei 1992       | ATP Hamburg                          | Gravel        | Emilio Sánchez    | Carl-Uwe Steeb Michael Stich             | 5–7, 6–4, 6–3           | details |
| 38.                               | 26 juli 1992      | ATP Kitzbühel                        | Gravel        | Emilio Sánchez    | Horacio de la Peña Vojtech Flegl         | 6–1, 6–2                | details |
| 39.                               | 20 september 1992 | ATP Bordeaux                         | Gravel        | Emilio Sánchez    | Arnaud Boetsch Guy Forget                | 6–1, 6–4                | details |
| 40.                               | 20 juni 1993      | ATP Genua                            | Gravel        | Emilio Sánchez    | Mark Koevermans Greg Van Emburg          | 6–3, 7–6                | details |
| 41.                               | 3 oktober 1993    | ATP Palermo                          | Gravel        | Emilio Sánchez    | Juan Garat Jorge Lozano                  | 6–3, 6–3                | details |
| 42.                               | 17 oktober 1993   | ATP Tel Aviv                         | Hardcourt     | Emilio Sánchez    | Mike Bauer David Rikl                    | 6–4, 6–4                | details |
| 43.                               | 7 november 1993   | ATP São Paulo                        | Gravel        | Emilio Sánchez    | Pablo Albano Javier Frana                | 4–6, 7–6, 6–4           | details |
| 44.                               | 10 juli 1994      | ATP Gstaad                           | Gravel        | Emilio Sánchez    | Menno Oosting Daniel Vacek               | 7–6, 6–4                | details |
| 45.                               | 13 november 1994  | ATP Buenos Aires                     | Gravel        | Emilio Sánchez    | Tomás Carbonell Francisco Roig           | 6–3, 6–2                | details |
| 46.                               | 7 mei 1995        | ATP Atlanta                          | Gravel        | Emilio Sánchez    | Jared Palmer Richey Reneberg             | 6–7, 6–3, 7–6           | details |
| 47.                               | 5 november 1995   | ATP Montevideo                       | Gravel        | Emilio Sánchez    | Jiří Novák David Rikl                    | 2–6, 7–6, 7–6           | details |
| verloren finales mannendubbelspel |                   |                                      |               |                   |                                          |                         |         |
| 1.                                | 15 mei 1983       | GP Aix-en-Provence                   | Gravel        | Iván Camus        | Henri Leconte Gilles Moretton            | 6–2, 1–6, 2–6           | details |
| 2.                                | 7 april 1985      | ATP München                          | Gravel        | Emilio Sánchez    | Mark Edmondson Kim Warwick               | 6–4, 5–7, 5–7           | details |
| 3.                                | 21 juli 1985      | ATP Båstad                           | Gravel        | Emilio Sánchez    | Stefan Edberg Anders Järryd              | 0–6, 6–7                | details |
| 4.                                | 15 september 1985 | ATP Palermo                          | Gravel        | Emilio Sánchez    | Colin Dowdeswell Joakim Nyström          | 4–6, 7–6, 6–7           | details |
| 5.                                | 24 november 1985  | ATP Wenen                            | Hardcourt (i) | Emilio Sánchez    | Mike De Palmer Gary Donnelly             | 4–6, 3–6                | details |
| 6.                                | 13 april 1986     | ATP Bari                             | Gravel        | Emilio Sánchez    | Gary Donnelly Tomáš Šmíd                 | 6–2, 4–6, 4–6           | details |
| 7.                                | 15 februari 1987  | ATP Memphis                          | Hardcourt (i) | Emilio Sánchez    | Anders Järryd Jonas Svensson             | 4–6, 2–6                | details |
| 8.                                | 5 april 1987      | ATP Milaan                           | Tapijt (i)    | Emilio Sánchez    | Boris Becker Slobodan Živojinović        | 6–3, 3–6, 4–6           | details |
| 9.                                | 10 mei 1987       | ATP München                          | Gravel        | Emilio Sánchez    | Jim Pugh Blaine Willenborg               | 6–7, 6–4, 4–6           | details |
| 10.                               | 4 juli 1987       | Wimbledon                            | Gras          | Emilio Sánchez    | Ken Flach Robert Seguso                  | 6–3, 7–6, 6–7, 1–6, 4–6 | details |
| 11.                               | 20 september 1987 | ATP Madrid                           | Gravel        | Emilio Sánchez    | Carlos Di Laura Javier Sánchez           | 3–6, 6–3, 4–6           | details |
| 12.                               | 15 november 1987  | ATP São Paulo                        | Hardcourt     | Tomás Carbonell   | Gilad Bloom Javier Sánchez               | 3–6, 7–6, 4–6           | details |
| 13.                               | 25 september 1988 | Olympische spelen Seoel              | Hardcourt     | Emilio Sánchez    | Ken Flach Robert Seguso                  | 3–6, 4–6, 7–6, 7–6, 7–9 | details |
| 14.                               | 11 december 1988  | Masters Doubles                      | Tapijt (i)    | Emilio Sánchez    | Rick Leach Jim Pugh                      | 4–6, 3–6, 6–2, 0–6      | details |
| 15.                               | 25 juni 1989      | ATP Bari                             | Gravel        | Javier Sánchez    | Simone Colombo Claudio Mezzadri          | 6–0, 3–6, 3–6           | details |
| 16.                               | 24 september 1989 | ATP Barcelona                        | Gravel        | Tomáš Šmíd        | Gustavo Luza Christian Miniussi          | 3–6, 3–6                | details |
| 17.                               | 7 januari 1990    | ATP Wellington                       | Hardcourt     | Emilio Sánchez    | Kelly Evernden Nicolas Pereira           | 4–6, 6–7                | details |
| 18.                               | 15 april 1990     | ATP Barcelona                        | Gravel        | Emilio Sánchez    | Andrés Gómez Javier Sánchez              | 6–7, 5–7                | details |
| 19.                               | 25 november 1990  | ATP Tour World Doubles Championships | Hardcourt     | Emilio Sánchez    | Guy Forget Jakob Hlasek                  | 4–6, 6–7, 7–5, 4–6      | details |
| 20.                               | 9 februari 1992   | ATP Milaan                           | Tapijt (i)    | Emilio Sánchez    | Neil Broad David Macpherson              | 7–5, 5–7, 4–6           | details |
| 21.                               | 30 augustus 1992  | ATP Schenectady                      | Hardcourt     | Emilio Sánchez    | Jacco Eltingh Paul Haarhuis              | 3–6, 4–6                | details |
| 22.                               | 11 april 1993     | ATP Barcelona                        | Gravel        | Emilio Sánchez    | Shelby Cannon Scott Melville             | 6–7, 1–6                | details |
| 23.                               | 14 november 1993  | ATP Buenos Aires                     | Gravel        | Emilio Sánchez    | Tomás Carbonell Carlos Costa             | 4–6, 4–6                | details |
| 24.                               | 7 augustus 1994   | ATP Kitzbühel                        | Gravel        | Emilio Sánchez    | David Adams Andrej Olchovski             | 7–6, 3–6, 5–7           | details |
| 25.                               | 6 november 1994   | ATP Montevideo                       | Gravel        | Emilio Sánchez    | Marcelo Filippini Luiz Mattar            | 6–7, 4–6                | details |
| 26.                               | 21 mei 1995       | ATP Coral Springs                    | Gravel        | Emilio Sánchez    | Todd Woodbridge Mark Woodforde           | 3–6, 1–6                | details |
| gewonnen finales challengers      |                   |                                      |               |                   |                                          |                         |         |
| 1.                                | 12 april 1982     | Barcelona                            | Gravel        | Christoph Zipf    | Broderick Dyke Hans-Peter Kandler        | 5-7, 6-1, 6-2           |         |
| 2.                                | 3 mei 1982        | Galatina                             | Gravel        | Alejandro Pierola | Gianni Marchetti Vincenzo Naso           | 6-4, 6-4                |         |
| 3.                                | 7 april 1985      | Marrakesh                            | Gravel        | Emilio Sánchez    | Ulf Fischer Goran Prpic                  | 4-6, 6-3, 6-1           |         |
| 4.                                | 18 april 1993     | Barcelona                            | Gravel        | Jordi Burillo     | Maurice Ruah Mario Tabares               | 6-2, 4-6, 6-1           |         |

## Resultaten grandslamtoernooien
| Legenda | Legenda                          |
| ------- | -------------------------------- |
| g.t.    | geen toernooi gehouden           |
| l.c.    | lagere categorie                 |
| –       | niet deelgenomen                 |
| G       | uitgeschakeld in de groepsfase   |
| 1R      | uitgeschakeld in de eerste ronde |
| 2R      | uitgeschakeld in de tweede ronde |
| 3R      | uitgeschakeld in de derde ronde  |
| 4R      | uitgeschakeld in de vierde ronde |
| KF      | uitgeschakeld in de kwartfinale  |
| HF      | uitgeschakeld in de halve finale |
| F       | de finale verloren               |
| W       | het toernooi gewonnen            |
| w-v     | winst/verlies-balans             |

### Enkelspel
| Toernooi        | 1982 | 1983 | 1984 | 1985 | 1986 | 1987 | 1988 | 1989 |
| --------------- | ---- | ---- | ---- | ---- | ---- | ---- | ---- | ---- |
| Australian Open | –    | –    | –    | –    | –    | –    | –    | –    |
| Roland Garros   | 1R   | 2R   | 1R   | –    | 2R   | 2R   | 1R   | 1R   |
| Wimbledon       | 1R   | 2R   | –    | –    | 1R   | 1R   | 1R   | –    |
| US Open         | –    | –    | –    | –    | 3R   | 1R   | 1R   | –    |

### Mannendubbelspel
| Toernooi        | 1982 | 1983 | 1984 | 1985 | 1986 | 1987 | 1988 | 1989 | 1990 | 1991 | 1992 | 1993 | 1994 | 1995 |
| --------------- | ---- | ---- | ---- | ---- | ---- | ---- | ---- | ---- | ---- | ---- | ---- | ---- | ---- | ---- |
| Australian Open | –    | –    | –    | –    | –    | –    | –    | –    | 2R   | 1R   | 2R   | 2R   | 2R   | –    |
| Roland Garros   | 1R   | 3R   | 1R   | 1R   | KF   | 2R   | –    | KF   | W    | 3R   | 1R   | KF   | KF   | 2R   |
| Wimbledon       | –    | 2R   | –    | 1R   | KF   | F    | 2R   | –    | –    | –    | 1R   | 1R   | 1R   | –    |
| US Open         | –    | –    | –    | –    | 1R   | HF   | W    | 2R   | 2R   | –    | KF   | 1R   | 2R   | HF   |